# Невелефф, Марсело
Габриэль Марсело Невелефф (исп. Gabriel Marcelo Neveleff; род. 9 марта 1963, Ла-Плата, провинция Буэнос-Айрес, Аргентина) — аргентинский и американский футбольный тренер.

## Карьера
В качестве футболиста выступал за студенческие команды Ла-Платы на позиции нападающего, однако на профессиональном уровне не играл. Переехав в США, Невелефф стал работать тренером в низших американских лигах, а также в местной федерации футбола. После небольшого периода в Базилии, Невелефф вернулся в США. Также он руководил боливийскими клубами «Хорхе Вильстерманн» и «Аурора». Входил в штаб молодежной сборной США.
В январе 2023 года специалист возглавил сборную Доминиканской Республики.

## Достижения
- Обладатель Кубка Аэросур / Сине Сентер (1): 2011.